# وستوود (کنتاکی)
وستوود (به انگلیسی: Westwood) شهری در ایالت کنتاکی کشور ایالات متحده آمریکا است که جمعیت آن در سرشماری سال ۲۰۱۰ میلادی، ۶۳۴ نفر بوده‌است.